# Nollund Sogn
Nollund Sogn er et sogn i Grene Provsti (Ribe Stift).
Nollund Kirke blev i 1915 indviet som filialkirke til Grindsted Kirke. Nollund blev så et kirkedistrikt i Grindsted Sogn, som hørte til Slavs Herred i Ribe Amt. Grindsted sognekommune inkl. kirkedistriktet blev ved kommunalreformen i 1970 kernen i Grindsted Kommune, der ved strukturreformen i 2007 indgik i Billund Kommune.
Da kirkedistrikterne blev nedlagt 1. oktober 2010, blev Nollund Kirkedistrikt udskilt som det selvstændige Nollund Sogn.
Stednavne, se Grindsted Sogn.